# Valentina Delion
Valentina Delion (n. 30 octombrie 1973) este o fostă alergătoare pe distanțe lungi din Republica Moldova care s-a specializat în probele de semimaraton și maraton.

## Carieră
Sportiva din Ungheni a câștigat în anul 2001 maratoanele de la Regensburg și München. De două ori, în anii 2005 și 2006, a câștigat maratoanele de la Bonn, stabilind recordul personal la ediția din 2005 cu timpul de 2:36:50. În anul 2008 ea a reprezentat Republica Moldova la Jocurile Olimpice de la Beijing dar nu a reușit să termine cursa. Tot în 2008 atleta a câștigat Maratonul de la București.

## Realizări
| An   | Competiție                        | Locație              | Loc | Eveniment | Note    |
| ---- | --------------------------------- | -------------------- | --- | --------- | ------- |
| 2000 | Debno Marathon                    | Dębno, Polonia       | 2   | maraton   | 2:43:19 |
| 2001 | Regensburg Marathon               | Regensburg, Germania | 1   | maraton   | 2:43:35 |
| 2001 | München Marathon                  | München, Germania    | 1   | maraton   | 2:43:41 |
| 2002 | Bonn Marathon                     | Bonn, Germania       | 2   | maraton   | 2:37:12 |
| 2002 | Frankfurt Marathon                | Frankfurt, Germania  | 7   | maraton   | 2:43:55 |
| 2004 | Bonn Marathon                     | Bonn, Germania       | 2   | maraton   | 2:41:01 |
| 2004 | Prague International Marathon     | Praga, Cehia         | 7   | maraton   | 2:41:05 |
| 2005 | Bonn Marathon                     | Bonn, Germania       | 1   | maraton   | 2:36:50 |
| 2005 | Mainz Gutenberg Marathon          | Mainz, Germania      | 2   | maraton   | 2:39:45 |
| 2006 | Bonn Rhein Energie Marathon       | Bonn, Germania       | 1   | maraton   | 2:40:42 |
| 2007 | Milano Marathon                   | Milano, Italia       | 5   | maraton   | 2:41:33 |
| 2008 | Jocurile Olimpice                 | Beijing, China       | –   | maraton   | NT      |
| 2008 | Maratonul internațional București | București, România   | 1   | maraton   | 2:49:52 |

## Recorduri personale
| Probă       | Performanță | Dată            | Locație   |
| ----------- | ----------- | --------------- | --------- |
| Semimaraton | 1:17:08     | 26 martie 2005  | Paderborn |
| Maraton     | 2:36:50     | 10 aprilie 2005 | Bonn      |

## Legături externe
- en Valentina Delion la World Athletics
- en Valentina Delion la Olympedia.org
- en  Valentina Delion la athleticspodium.com